# Szylina Wielka
Szylina Wielka (deutsch Groß Söllen, 1928 bis 1945 Söllen) ist ein Ort in der polnischen Woiwodschaft Ermland-Masuren. Er gehört zur Gmina Bartoszyce (Landgemeinde Bartenstein) im Powiat Bartoszycki (Kreis Bartenstein (Ostpr.)).

## Geographische Lage
Szylina Wielka liegt am Nordufer der Łyna (deutsch Alle) in der nördlichen Mitte der Woiwodschaft Ermland-Masuren. Bis zur früheren und heute auf russischem Staatsgebiet gelegenen Kreisstadt Friedland (russisch Prawdinsk) sind es 23 Kilometer in nördlicher Richtung, und die heutige Kreismetropole Bartoszyce (deutsch Bartenstein) ist sechs Kilometer in westlicher Richtung entfernt.

## Geschichte
1338 ist das Jahr der Ersterwähnung des seinerzeitigen Dorfs Silu, das nach 1338 Silun, nach 1339 Zillen, nach 1414 Sillen, nach 1423 Siellen, nach 1481 Griß Sillen und nach 1570 Groß Söllen genannt wurde. Es bestand aus mehreren kleinen und großen Höfen und wurde als Landgemeinde 1874 in den neu errichteten Amgtsbezirk Liesken (polnisch Liski) im ostpreußischen Kreis Friedland (ab 1927: Kreis Bartenstein) eingegliedert. 1910 zählte Groß Söllen 81 Einwohner.
Am 30. September 1928 schlossen sich die Landgemeinden Groß- und Klein Söllen (polnisch Szylina Mała) und die Gutsbezirke Grundmühle (Grąd) und Roschenen (Rusajny) zur neuen Landgemeinde Söllen zusammen.
Die auf diese Weise neu formierte Landgemeinde Söllen bestand bis 1945 und gehörte zum Amtsbezirk Liesken im neu benannten Kreis Bartenstein. Die Zahl der Einwohner belief sich 1933 auf 304 und 1939 auf 259.
In Kriegsfolge kam 1945 das gesamte südliche Ostpreußen zu Polen. Die eben noch zur Gemeinde Söllen zusammengefassten Orte wurde wieder verselbständigt und erhielten polnische Namensformen: „Szylina Wielka“ (Groß Söllen), „Szylina Mała“ (Klein Söllen), „Grąd“ (Grundmühle) und „Rusajny“ (Roschenen). Sie sind heute der Gmina Bartoszyce (Landgemeinde Bartenstein) im Powiat Bartoszycki (Kreis Bartenstein) zugerechnet, von 1975 bis 1998 der Woiwodschaft Olsztyn, seither der Woiwodschaft Ermland-Masuren zugehörig. Szylina Wielka zählte 2021 insgesamt 68 Einwohner.

## Religion

### Christentum
Bis 1945 war (Groß) Söllen in die evangelische Johanniskirche in Bartenstein (Bartoszyce) in der Kirchenprovinz Ostpreußen der Kirche der Altpreußischen Union, außerdem in die römisch-katholische Kirche St. Bruno in der Kreisstadt im damaligen Bistum Ermland eingepfarrt.
Heute ist der kirchliche Bezug zu Bartoszyce geblieben: katholischerseits zur dortigen Pfarrei im jetzigen Erzbistum Ermland und evangelischerseits zur dortigen Filialkirche der Johanneskirche in Kętrzyn (Rastenburg) in der Diözese Masuren der Evangelisch-Augsburgischen Kirche in Polen.

## Verkehr
(Groß) Söllen liegt an einer Nebenstraße, die von der Stadt Bartoszyce (Bartenstein) – an der polnischen Landesstraße 51 (ehemalige deutsche Reichsstraße 128) und der Woiwodschaftsstraße 512 (Reichsstraße 142) gelegen – bis nach Sępopol (Schippenbeil) führt. 
Eine Bahnanbindung besteht nicht mehr, seitdem der Bahnhof Bartoszyce an der Bahnstrecke Głomno–Białystok (= (Königsberg (Preußen))–) Zinten–Preußisch Eylau–Lyck (–Białystok) vom Bahnnetz abgezogen worden ist und die Strecke lediglich  noch ab Korsze (Korschen) befahren wird.